# Nevica sulla mia mano
Nevica sulla mia mano è la seconda raccolta ufficiale di Lucio Dalla, pubblicata dopo la sua scomparsa, esattamente il 19 novembre 2013. La raccolta presenta quattro CD ed è interamente dedicata alla collaborazione artistica con il poeta bolognese Roberto Roversi. Il cofanetto contiene i tre album degli anni settanta: Il giorno aveva cinque teste, Anidride solforosa e Automobili. La peculiarità della raccolta riguarda il quarto CD, contenente 10 brani inediti e 3 brani in versione demo. Gli inediti in questione riguardano i brani censurati dalla casa discografica dell'album Automobili e le canzoni dello spettacolo teatrale Enzo Re, andato in scena per la prima volta a Bologna, nel giugno del 1998. La confezione è arricchita da un libro che narra la storia dell'amicizia artistica e personale tra il poeta e il musicista. A seguire un ritratto dei due protagonisti, attraverso una raccolta di manoscritti, dattiloscritti di lavorazione e inediti, dove viene illustrata passo per passo la nascita della trilogia.

## Tracce

### Disco 1
1. L'auto targata "To"
2. Alla fermata del tram
3. E' lì
4. Passato, presente
5. L'operaio Gerolamo
6. Il coyote
7. Grippaggio
8. La bambina (l'inverno è Neve, l'estate è sole)
9. Pezzo zero
10. La canzone di Orlando

### Disco 2
1. Anidride solforosa
2. La borsa valori
3. Ulisse coperto di sale
4. Carmen Colon
5. Tu parlavi una lingua meravigliosa
6. Mela di scarto
7. Merlino e l'ombra
8. Non era più lui
9. Un mazzo di fiori
10. Le parole incrociate

### Disco 3
1. Intervista con l'avvocato
2. Mille Miglia (Prima e seconda parte)
3. Nuvolari
4. L'ingorgo
5. Il motore del 2000
6. Due ragazzi

### Disco 4
1. I muri del '21 (Live)
2. Statale Adriatica chilometro 220 (Live)
3. La signora di Bologna (Live)
4. Rodeo (Live)
5. Intervista con l'avvocato (Live)
6. Falconetto
7. Il grande vecchio
8. La canzone di Adelasia sul mare
9. Opposizione a opposizione
10. Quando il re è seduto
11. Discorso di Dalla a introduzione di un concerto
12. Nuvolari (Provino)
13. Parole incrociate (Provino)
14. Carmen Colon (Provino)